# Schnatte

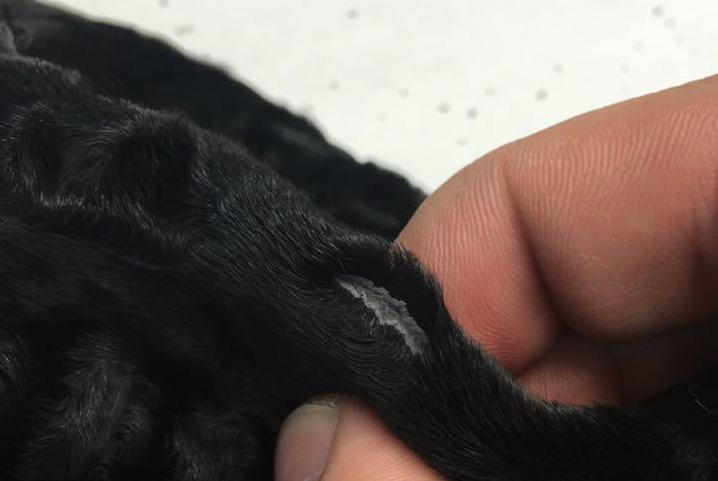
Kleine Schnatte in einem Persianerfell

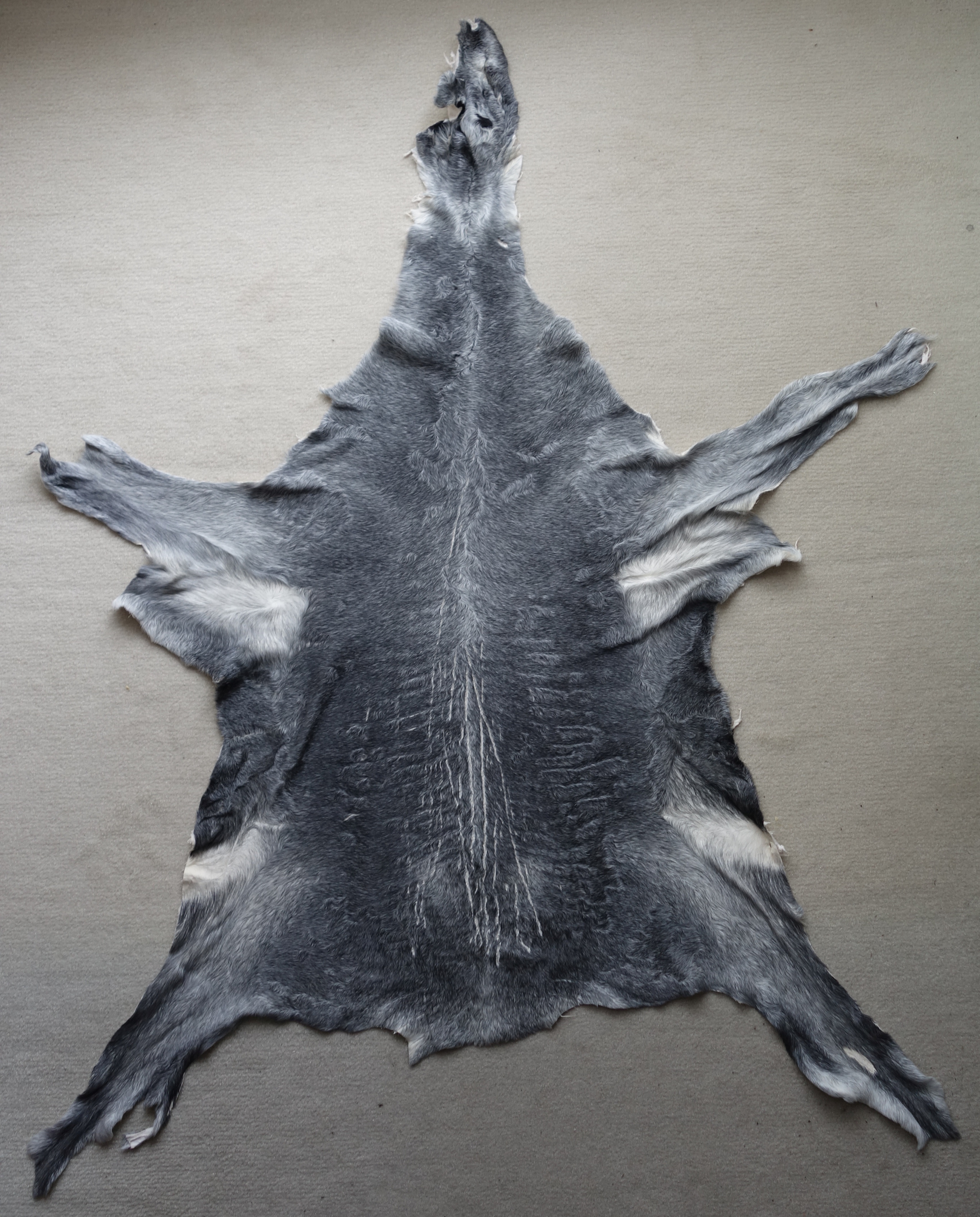
Stark verschnattetes afghanisches Karakulfell

Eine Schnatte bezeichnet in der Pelzbranche das länglich aufgerissene Oberleder (Epidermis) eines Felles, auch als Narbenbruch beschrieben. Sie entsteht durch Überdehnen während der Verarbeitung, entweder beim Entpelzen (Abziehen) der Felle durch den Trapper, Jäger oder Züchter, beim Gerben durch den Pelzzurichter oder beim Abstrecken oder Zwecken durch den endverarbeitenden Kürschner, insbesondere wenn das Leder vorher nicht ausreichend lange durchfeuchtet wurde (es „fatten lassen“).

## Allgemein
Schnattige Felle stellen ein erhebliches Problem bereits für den Zwischenhandel dar. Die Schnatten sind häufig beim Einkauf der Rohfelle nicht zu erkennen, beziehungsweise ist es nach dem Zurichten nicht mehr zu bestimmen, ob die Felle bereits schnattig waren, oder ob der Zurichter nicht mit der nötigen Sorgfalt gearbeitet hat. Es kommen bei breitschwanzartigen Fellen durch übergroße Schnattigkeit in Einzelfällen Ausfälle bis zu 50 Prozent des Einkaufs vor. Meist stören die länglichen Aufbrüche des Oberleders das Aussehen des Pelzbekleidungsstückes, und die Schnatten werden deshalb vom Kürschner durch eine Reparatur beim sogenannten Anbrachen entfernt. Schnatten können vereinzelt auftreten oder in größeren Flächen, dicht nebeneinander. Während gröbere Fellschäden, insbesondere Risse, oft schon vom Pelzveredler behoben werden, obliegt die Reparatur der Schnatten immer dem den Pelz herstellenden Endverarbeiter.
Manche Fellarten werden leichter schnattig als andere. Besonders anfällig sind beispielsweise Schaffelle, vor allem die dünnledrigen Felle kleiner Lämmer, insbesondere alle Arten von Breitschwanzfellen, Persianerfellen, Astrachanfellen, Buenos, aber auch gewöhnliche Schaf- und Lammfelle, sowie gelegentlich Fohlenfell, Kalbfell und beispielsweise seltener auch das Nutriafell. Die wenig moirierten, flach- und geringhaarigen Galjakfelle des russischen Persianers „mit Schnatten oder anderen Defekten“ wurden für den Handel „aus der höchsten Sorte in die niedrigste eingestuft“.
Der Begriff Schnatte kommt unter anderem in der Mundart um Rottweil vor und meint dort eine Schnittwunde.

## Schnatten-Reparatur

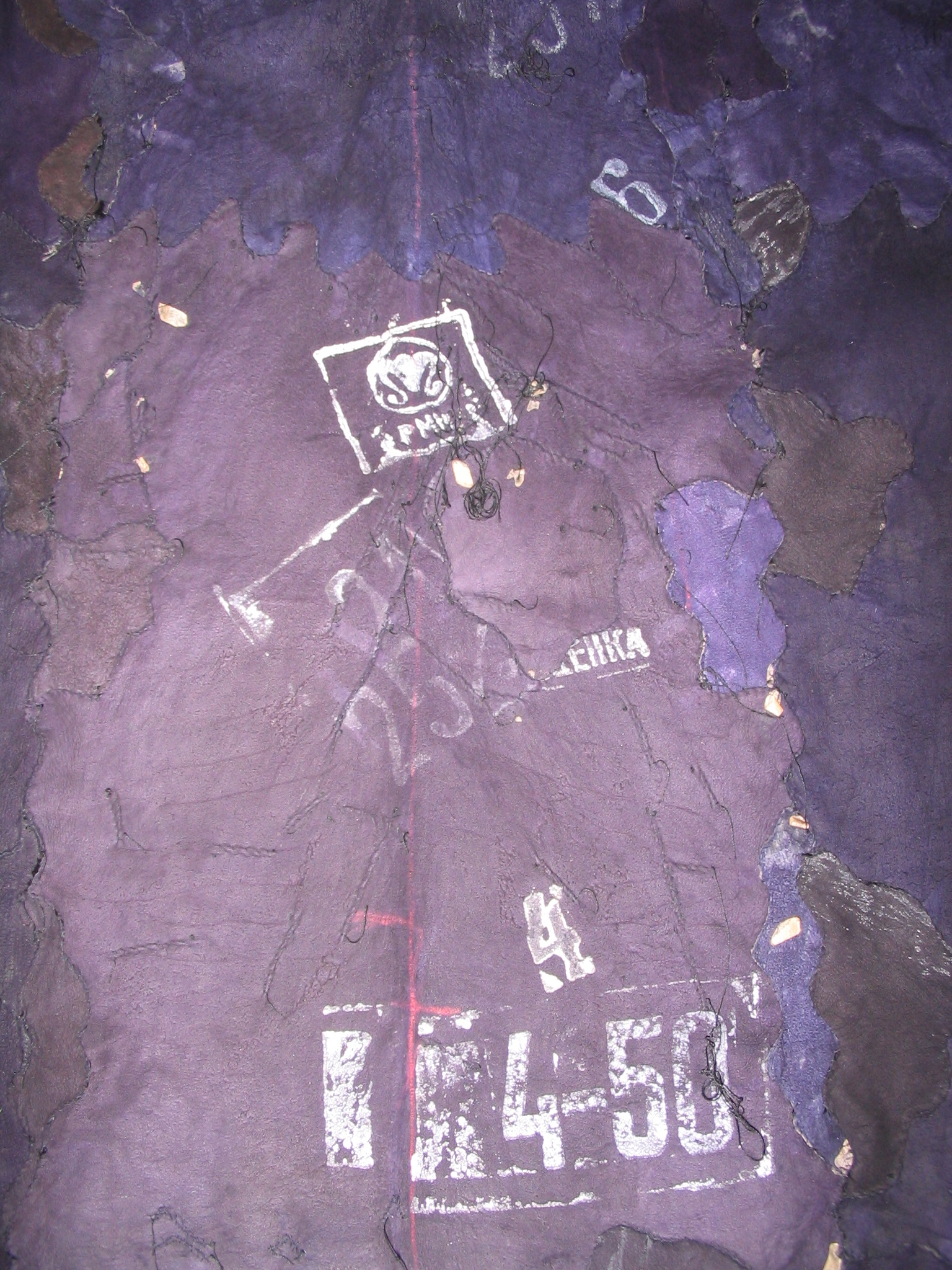
Reparierte Schnatten in einer Breitschwanz-Felltafel

Die Schnatte, die ja keinen völligen Durchriss des Leders darstellt, ist zumeist von der Lederseite aus durch eine geringe Unregelmäßigkeit in der Struktur zu erkennen. Rohfelle werden beim Einkauf meist gegen das Licht gehalten, um eine eventuelle Schnattigkeit herauszufinden. Das Prinzip kann bei zugerichteten (gegerbten) Fellen auch mit einem Lichtkasten genutzt werden, auf dem die durchscheinenden Schnatten sichtbar werden.
Üblich ist es, beim Anbrachen die Felle in der Hand vorsichtig, Zentimeter für Zentimeter in Quer- und Längsrichtung leicht zu kniffen. Ein amerikanischer Kürschner beschreibt sein Vorgehen etwas spezieller:

„Ein einfaches und sicheres Mittel, um die Felle auf Schnatten zu prüfen, ist es, mit dem ausgestreckten Zeigefinger über jedes einzelne Fell zu streichen, beginnend am Kopf und hinunter zum Pumpf. Führen sie das Fell langsam zwischen Daumen und Zeigefinger durch und biegen sie es dabei leicht. Knicken Sie die Häute niemals scharf zurück, […] denn wenn Sie auf diese Weise Schnatten finden wollen, ist es nur allzu wahrscheinlich, dass schnell weitere Schnatten entstehen.“

Bei nicht zu dünnem und zu flachem Haar werden die Schnatten mit dem Kürschnermesser aufgeschnitten. Dies kann entweder von der Haarseite geschehen oder von der Lederseite, wenn die Schnatte sich dort ausreichend abzeichnet. Die Lederkanten werden vor dem Zusammennähen von den unbehaarten Rändern mit der Schere gesäubert. Dann werden sie, qualitativ am besten mit einer Handnaht, oder schneller mit der Pelznähmaschine, wieder geschlossen.
Bei dünnem Leder mit gering behaartem Fell (Galjak, russischer, iranischer und afghanischer Breitschwanz) würden die genähten Schnatten meist hässliche Nähte ergeben. Hier zeichnet man die Schnatten auf dem Leder an, nachdem man zuvor mit Stecknadeln ihren Verlauf von der Haarseite aus markiert hat. Mit flachen, handgenähten Stichen, die das Leder nicht ganz durchdringen, werden die aufgerissenen Kanten mit einer kurzen, feinen Nähnadel in der Art einer Stoßnaht wieder vereint. Bei kräftigeren Fellen genügt eventuell eine Pelzmaschinennaht, ebenfalls ohne die Schnatte vorher aufzuschneiden. Manche Felle weisen gelegentlich auch größere Flächen auf, in denen viele Schnatten beieinander liegen (Schnattenfelder). Wenn es wirtschaftlich sinnvoll ist auch diese Felle zu verwerten, werden bei feinen Breitschwanzfellen diese Stellen gestopft. Mit Handnähten werden dabei die einzelnen Schnatten ebenfalls durch flache Stiche auf der Lederseite zusammengezogen, es liegt hierbei flächig Stich für Stich über- und nebeneinander. Insbesondere bei kräftigeren Fellen werden größer verschnattete Stellen besser ausgewechselt.
Stark verschnattete Schaf- und Lammfelle sollten für mit dem Leder nach außen zu tragende Pelze (Velours-, Nappalan-Pelze) möglichst nicht verwendet werden, da jede Reparatur auf der Außenseite sichtbar wäre. Inwieweit Schnatten auch mit modernen, wasser- und reinigungsbeständigen Klebstoffen geschlossen werden können, wurde in der Literatur bisher wohl noch nicht beschrieben.